# Гордий и Епимах
Горди́й и Епима́х (др.-греч. Γορδιανὸς καὶ Ἐπίμαχος; III век) — христианские мученики. Почитаемые в Православной и в Католической церкви, пострадали во время правления Декия.
Гордий и Епимах жили в Риме, откуда были родом, они были христианами. Здесь они были схвачены языческими жрецами. Языческие жрецы потребовали от Гордия и Епимаха отречения от Христа и принесения ими языческого жертвоприношения. Гордий и Епимах отказались выполнить требования жрецов, после этого по приказанию жрецов мучеников повесили на деревьях и строгали железными когтями. После мучения их посадили в тюрьму. Некоторое время спустя их вывели оттуда и вновь предложили отречения от Христа и подвергли мучениям. После пыток мученикам отрубили головы.
В Католической церкви память мучеников совершается 10 мая. В Греческих православных церквах — 9 (22) мая, под 9 мая их житие помещено в Минологий Василия II. В Русской церкви их житие было помещено в Великие Четьи Минеи 3 (16) января, после Реформы Димитрий Ростовский имена мучеников Гордия и Епимаха, как и их житие, в свой сборник Четьи-Минеи не включил, по этой причине в современных календарях РПЦ имена Гордия и Епимаха отсутствуют.